# Petra Schelm
Petra Schelm (Hamburg, 16 d'agost de 1950 - Hamburg, 15 de juliol de 1971) va ser una activista política alemanya, militant de la primera generació de la Fracció de l'Exèrcit Roig (RAF). Va ser el primer membre de l'organització a morir en mans de les autoritats alemanyes, quan el juliol de 1971 va ser sorpresa en un control policíac i assassinada en un intercanvi de trets amb els agents.

## Trajectòria
Schelm va acabar la seva formació com a perruquera perquè tenia el desig de treballar, en un futur, com a maquilladora. Després del seu aprenentatge, va treballar durant un temps en una botiga d'artesania i, posteriorment, va obtenir una feina de guia amb una empresa de viatges estatunidenca. Després va viure a Berlín en una comuna i va participar en el moviment Oposició Extraparlamentària, on també hi va conèixer el seu xicot Manfred Grashof. Schelm va participar amb Ulrike Meinhof i Horst Mahler en el grup de treball sobre lloguer i residència al districte de Märkisches de Berlín, dedicat a la «resocialització de comunitats socials marginades». Tanmateix, no és clar fins a quin punt la seva participació en aquest grup de treball. Un antic empleat va dir al diari Der Spiegel: «En realitat, hauria hagut de conèixer-la, però no la coneixia». El juny de 1970 va viatjar a través de Berlín Oriental fins a Jordània, on ella, juntament amb altres membres de la RAF, va rebre entrenament militar en un campament de Fatah. A causa de diverses diferències amb l'organització amfitriona, la formació es va acabar prematurament. El grup va tornar a Berlín l'agost de 1970 i, a la primavera de 1971, el Tribunal Federal de Justícia alemany (Bundesgerichtshof) va emetre una ordre contra Schelm i el seu rostre va aparèixer en un pòster de crida i cerca juntament amb altres companys d'organització. Això es basava en la sospita que la seva coneixença amb Ulrike Meinhof i el seu entorn podria haver comportat la participació en organització criminal (secció 129 del Codi Penal alemany). En el moment de la seva mort, Schelm feia temps que no tenia cap contacte amb els seus pares. Schelm havia presentat Grashof als seus pares, i aquest va demanar al seu pare la mà de la seva filla en matrimoni. Quan el progenitor va rebutjar la pretensió, la relació entre pares i filla es va trencar.

## Mort

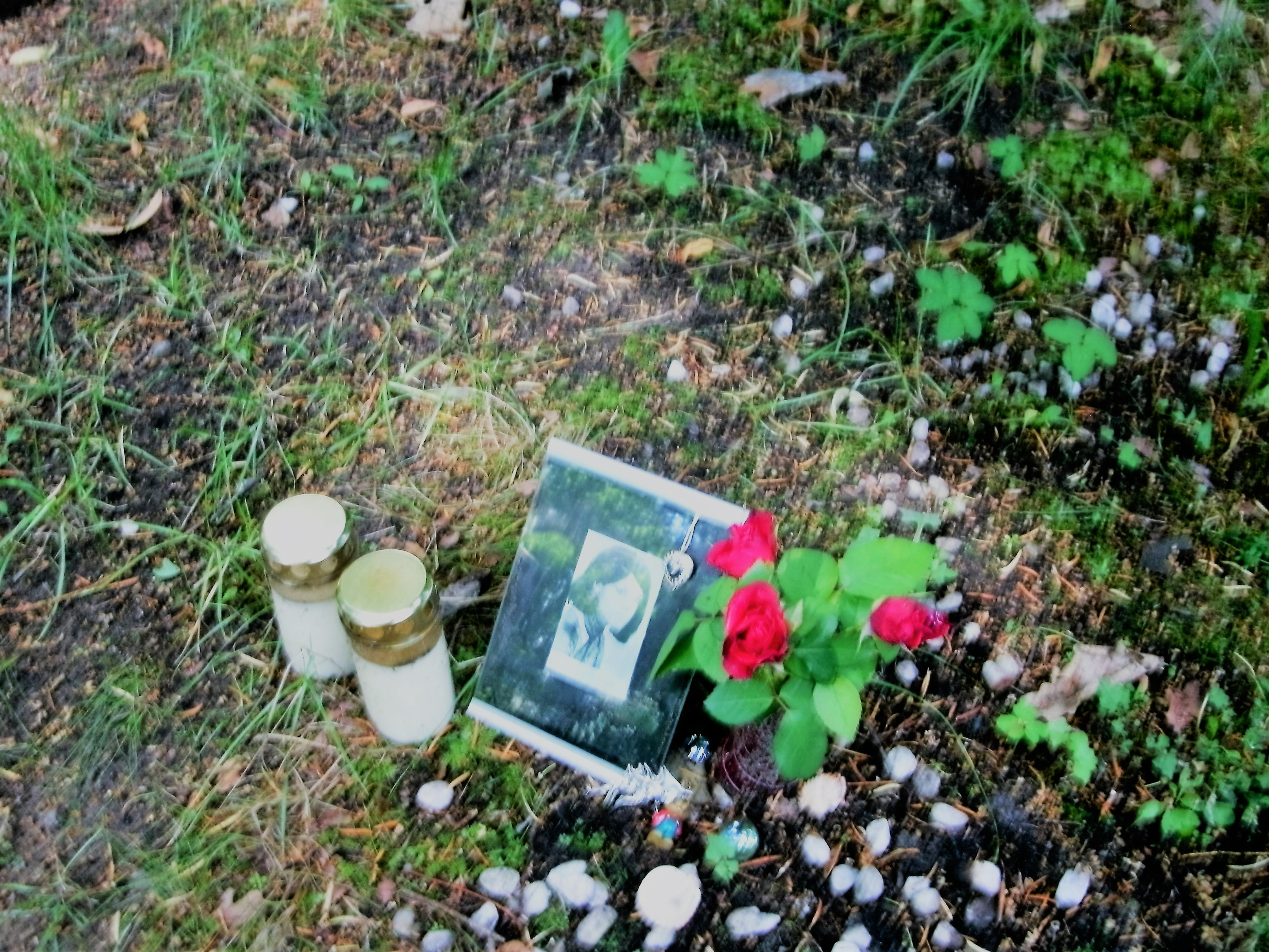
Tomba de Petra Schelm

El 15 de juliol de 1971, l'Oficina Federal d'Investigació Criminal alemanya (BKA) va dur a terme una important acció per capturar nou membres de la RAF. El desplegament, anomenat Operació Cobra, integrava a més de 2.000 agents de policia i agents de frontera federals, equipats amb metralladores, armilles blindades i gasos lacrimògens, i tenia per metodologia acordonar les carreteres més importants del nord d'Alemanya. En un d'aquests punts, Schelm conduïa per Hamburg, juntament amb Werner Hoppe, quan va haver d'accelerar el seu BMW de color blau clar (número de matrícula: HH-RH 285), per tal de saltar-se el control de la policia. Els agents van respondre amb una persecució en cotxe fins que el vehicle fugat va sortir de la carretera i els dos activistes van emprendre a córrer en diferents direccions. L'helicòpter policial «Libelle 1» va perseguir Hoppe i va acabar detenint-lo però Schelm no es va rendir. En un moment donat es va desempallegar de la jaqueta i va disparar contra la policia amb la pistola que hi duia a sota, però la policia va respondre amb trets. La periodista Jillian Becker va afirmar que va ser assassinada per un tret de metralladora, però el periodista Stefan Aust va afirmar que va ser una sola ferida de bala al cap la que la va matar. A més, una fotografia de primer pla presa immediatament després al lloc de la seva mort, probablement per un fotògraf de la policia, mostra de forma clara una sola ferida de bala a l'ull. Alguns membres de la RAF van exigir conseqüències per la mort. El procediment contra l'agent responsable de l'homicidi va ser suspès per raó de defensa personal. Schelm va ser enterrada a la tomba número 20, de la secció quarta d'In den Kisseln, un dels cementiris berlinesos del districte de Spandau i, al seu funeral, una cinquantena de joves van posar una bandera roja a la seva tomba, tot i que després van venir policies que la van retirar.

## Conseqüències
La trajectòria de Schelm va inspirar a la RAF a anomenar a una de les seves unitats «Escamot Petra Schelm». L'11 de maig de 1972, com a preludi de l'Ofensiva de maig, va actuar contra la seu del V Cos de les Forces Armades dels Estats Units, estacionades a Frankfurt del Main. L'escamot va dur a terme un atemptat amb l'explosió de tres bombes d'un total de 80 kg. de TNT, que van causar tretze ferits i la mort del coronel estatunidenc Paul A. Bloomquist. La RAF reivindicà l'autoria de l'atemptat amb el següent comunicat:
| « | Versió original en alemany Wir fordern den sofortigen Abbruch der Bomben-Blockade gegen Nordvietnam. Wir fordern die sofortige Einstellung der Bombenangriffe auf Nordvietnam. Wir fordern den Abzug aller amerikanischen Truppen aus Indochina. Für den Sieg des Vietcong! Die revolutionäre Guerilla aufbauen! Habt Mut zu kämpfen - habt Mut zu Siegen! Schafft zwei, drei, viele Vietnam! Kommando Petra Schelm | Versió traduïda al català Exigim la fi immediata del bloqueig armat contra Vietnam del Nord. Exigim el final immediat dels bombardejos a Vietnam del Nord. Exigim la retirada de totes les tropes americanes d'Indoxina. Per la victòria del Vietcong! Erigeix la guerrilla revolucionària! Tingueu el valor de lluitar - tingueu el valor de guanyar! Feu dos, tres, molts Vietnam! Escamot Petra Schelm | » |

Posteriorment, el 24 de maig de 1972, la RAF va fer esclatar dos cotxes bomba a les instal·lacions de l'Exèrcit dels Estats Units d'Amèrica a Heidelberg, atemptat que va causar tres morts i cinc ferits i va ser reivindicat per l'«Escamot 15 de Juliol», data de la mort de Schelm. L'organització va anunciar en el comunicat que: «les Forces Aèries dels Estats Units d'Amèrica han llançat, en les últimes set setmanes, més bombes sobre Vietnam que durant la Segona Guerra Mundial sobre Japó i Alemanya juntes».